# Стукалов, Фёдор Алексеевич
Фёдор Алексеевич Стукалов (род. 22 января 1997, Реутов, Московская область) — российский футболист, полузащитник.
Воспитанник московского «Локомотива». В сезоне 2017/18 играл в молодёжном первенстве. Игрок любительских клубов Москвы «Вулкан» (2018), «Арарат-2» (2019), «Балашиха» (2019—2021), «РИМ» (с 2022). С марта по май 2021 года был в составе грузинского клуба «Торпедо» Кутаиси. Сыграл один матч в чемпионате — 2 апреля в домашней игре против «Шукуры» (0:0) на 78-й минуте заменил Олега Мамасахлиси.
Младший брат Павел также футболист.